# Wilmundsheim (Alzenau)

Wilmundsheim mit der Burg Alzenau
im 15. Jahrhundert (Norden ist links)

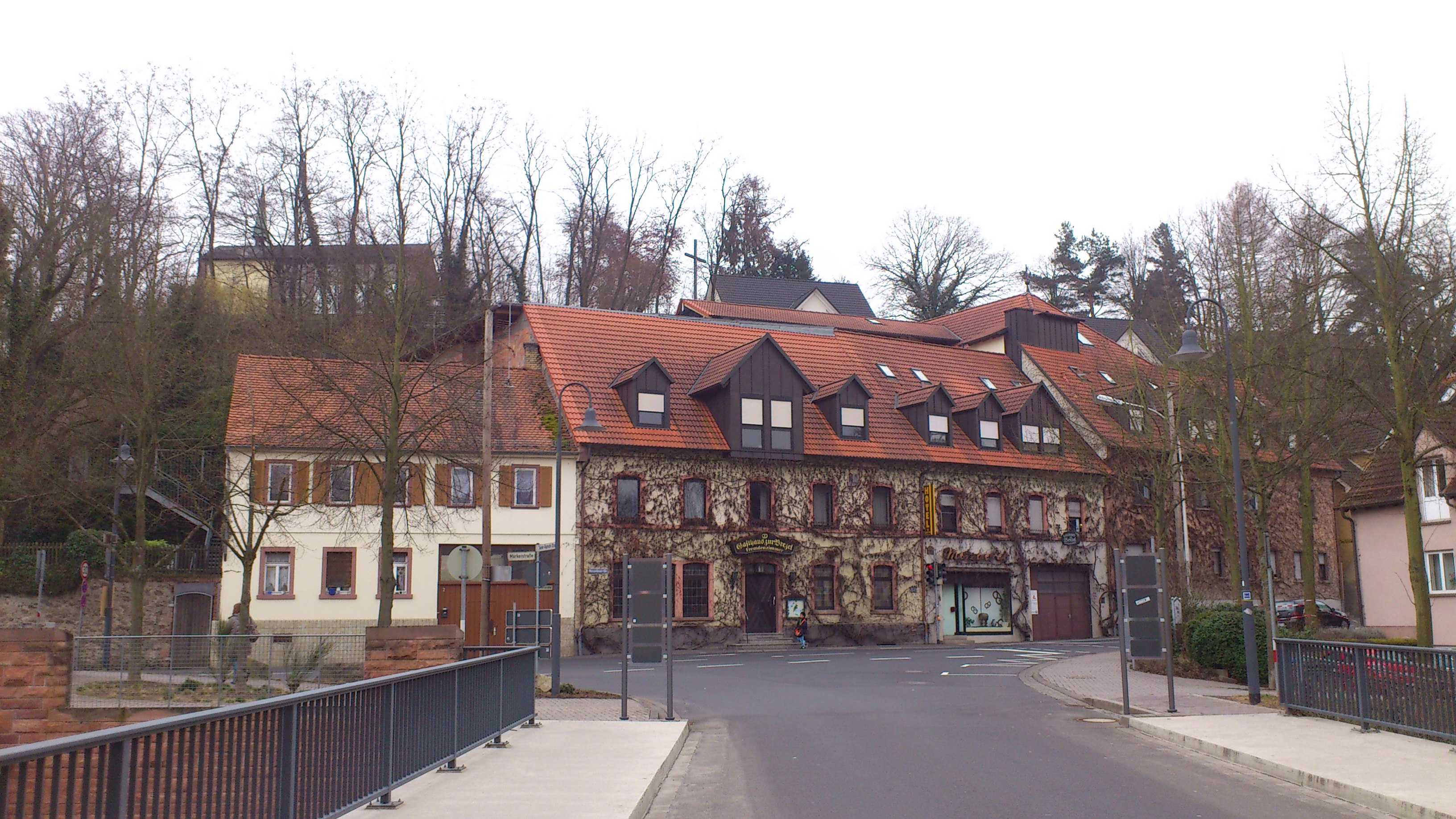
An der Kahlbrücke der Kaiser-Ruprecht-Straße in Alzenau: Wilmundsheim lag unterhalb des heutigen Friedhofes (im Bildhintergrund die Aussegnungshalle mit Glockenturm). Auf dem Berg befand sich die Wilmundsheimer Pfarrkirche.

Wilmundsheim, auch Wilmundsheim vor dem Berge oder Wilmundsheim vor der Hart, war ein Dorf im Mittelalter, aus dem sich die heutige Stadt Alzenau in Unterfranken entwickelte. Der Name Wilmundsheim bestand bis ins 15. Jahrhundert und änderte sich dann in Alzenau.

## Geographie
Das Dorf Wilmundsheim lag links und südlich der Kahl im unteren Kahlgrund, zwischen den Orten Kälberau und Wasserlos. Es befand sich etwa im heutigen (nicht offiziellen) Wohngebiet „Sachsenhausen“, auch „Pann“ genannt, unterhalb des „alten Friedhofes“ von Alzenau.

## Name
Das Dorf Wilmundsheim vor der Hart schrieb man im 10. Jahrhundert noch Vuillimundesheim. Das Bestimmungswort in diesem Namen ist der Personenname Willimund, das Grundwort ist althochdeutsch heim. Der Namenszusatz „vor der Hart“ enthält das mittelhochdeutsche Wort hart für Wald und bezog sich auf das Waldgebiet der angrenzenden Hohen Mark (heute Hahnenkamm genannt). Für die Etymologie von Alzenau siehe: Name von Alzenau.

### Frühere Schreibweisen
Frühere Schreibweisen des Ortes aus diversen historischen Karten und Urkunden:
| - 953 Vuillimundesheim - 1000 Uuillimuntesheim - 1175 Willemundesheim - 1282 Wilmosheim - 1311 Wilmundsheim | - 1339 Wilmatsheym - 1361 Wylmutzheym - 1487 Wolmetßheim bey Altzenahe - 1515 Wolmezheim vel Alzena |

## Geschichte
Erstmals schriftlich erwähnt wurde Wilmundsheim im Seligenstädter Zinsregister im ausgehenden 9. Jahrhundert als Uuilimuntesheim. Es wurde ab dem 12. Jahrhundert Hauptort des Gerichts Wilmundsheim, das dem Freigericht Wilmundsheim angehörte. Auf der rechten, nördlichen Kahlseite wurde 1395 bis 1399 von den Kurfürsten Konrad II. von Weinsberg und Johann von Nassau die Burg Alzenau errichtet.
Bald darauf entstand unterhalb der Burg eine kleine Siedlung, zur Unterkunft der Arbeiter und Bediensteten. Verschiedene erzbischöfliche Urkunden um 1400 sprechen von Befreiung des Dorfes Wilmundsheim zum Zeichen des Dankes für die beim Bau der Burg geleisteten Dienste. Die Siedlung erhielt im Jahre 1401 durch König Ruprecht von der Pfalz das Markt- und Stadtrecht, das sie aber nicht verwirklichen konnte. Wilmundsheim und die Ortschaft rechts der Kahl wuchsen bald darauf baulich zusammen.
In der ersten Hälfte des 15. Jahrhunderts wurde Wilmundsheim durch die Pest zur Wüstung, zerstört und teilweise wieder aufgebaut. Die Einwohner wählten für ihren neuen Ort den Namen der Burg. So schrieb man noch im Jahre 1487 Wolmetßheim bey Altzenahe und schon 1529 Altzenaue. Im Jahre 1592 bestand Alzenau aus 32 Häusern. Aus dem Gericht Wilmundsheim wurde schließlich das Gericht Alzenau.
Zur weiteren und ausführlichen Stadtgeschichte siehe Geschichte von Alzenau.

### Kirche
Die heute nicht mehr bestehende Wilmundsheimer Pfarrkirche wurde im 13. Jahrhundert durch das Kloster Seligenstadt erbaut. Sie befand sich im nördlichen Teil des heutigen alten Friedhofes. Beim Bau der Aussegnungshalle wurde ein Säulenkapitell der alten Kirche freigelegt. Es ist heute in der St. Justinuskirche verbaut.

### Verwaltungshof
In der Märkerstraße 27 wurden 1960 und 1967 bei privaten Bauarbeiten Mauerreste und Kellerfundamente des ehemaligen Verwaltungshofes von Wilmundsheim freigelegt. Die ersten Siedlungsspuren am Schelrißhof deuten offenbar in die Merowingerzeit, also in die Gründungsperiode von Wilmundsheim. 1311 wurde der Hof der Schelriß von Wasserlos dann urkundlich erwähnt. Im Jahr 1342 zerstörte ihn eine Sintflut. Der Schelrißhof war ein herrschaftliches Gebäude, dessen Kellerfundamente heute noch vorhanden sind. Mauerreste lassen auf einen Viereckturm schließen. Das Dach bestand wohl aus Schiefer. Es waren auch gotische Nischenkachelöfen aus dem späten 14. Jahrhundert vorhanden.

## Sonstiges
- Nach Wilmundsheim benannt wurde eine Straße im Alzenauer Wohngebiet Sachsenhausen, das weitgehend dem Gebiet des früheren Wilmundsheim entsprach.
- Die Mühle in Wilmundsheim war die sogenannte „Hasenmühle“ unterhalb der „Kaiser-Rupprecht-Brücke“.[7]